# Forget (The Walking Dead)
"Forget" là tập thứ mười ba trong Phần 5 của series phim truyền hình The Walking Dead. Tập phim được phát sóng trên kênh AMC của Mỹ vào ngày 8 tháng 3 năm 2015. Khi phát sóng, tập phim đã được 14,534 triệu người xem trong đó có 7,3 triệu người từ 18-49 tuổi.

## Nội dung tập
Giữa đêm khuya, Sasha vẫn đang trằn trọc thức không ngủ được, cô nhìn thấy những bức ảnh trong căn phòng vốn thuộc về gia đình những người chủ trước đây của căn nhà cô đang ở. Sáng hôm sau, Sasha đến kho vũ khí lấy súng của mình đi ra bên ngoài Alexandria. Cô dựng những tắm ảnh đó lên làm bia tập bắn và điên cuồng bắn về phía chúng. Lát sau, cô ngừng lại và lặng lẽ nói "Hãy đến và tóm lấy tao đi", ngụ ý cho việc cô đã cảm thấy chán nản và chỉ muốn những xác sống đến và kết liễu cuộc đời mình.
Rick, Carol và Daryl ra ngoài Alexandria để bàn kế hoạch lấy lại súng của nhóm từ kho vũ khí của cộng đồng. Carol nói rằng cô sẽ đến và bí mật để mở chốt cửa sổ của phòng chứa vũ khí để tối hôm đó họ có thể lẻn vào. Vì trước đó họ đã nói dối với Deanna rằng Rick và Daryl đưa Carol ra ngoài để tập bắn súng, Carol cố tình nã đạn liên tục vào một con walker đang tiến đến trước khi thực sự bắn chết nó. Daryl chợt nhìn thấy chữ cái "W" bị rạch trên đầu của con walker đó, giống hệt chữ "W" trên những xác sống bị chặt nửa người mà Rick thấy khi đến cộng đồng mà gia đình Noah sống.
Quay trở lại nhà, Rick nhìn thấy Michonne vừa thay bộ đồng phục của người giữ an ninh trật tự cho cộng đồng. Hai người họ cùng nhau đoán ý đồ của Deanna khi mà bà lại trao những quyền hạn lớn như vậy cho những người chỉ vừa mới tới cộng đồng.
Trong khi đó, Daryl đang đi săn trong rừng. Anh nghe thấy tiếng động phát ra từ bụi cây và yêu cầu kẻ nào đang đó bước ra. Aaron liền xuất hiện và khi được Daryl hỏi vì sao lại theo dõi anh ta, Aaron nói rằng anh cũng chỉ đang đi săn và tình cờ gặp Daryl. Khi Aaron nói rằng muốn đi cùng Daryl, Daryl liền đồng ý.
Tại nhà của Deanna, bà tóm lược cho Rick và Michonne nghe nhiệm vụ của họ: đi tuần xung quanh và giải quyết những mâu thuẫn xảy ra bên trong cộng đồng. Deanna cũng mường tượng ra một chính phủ trong tương lai tại ngay chính Alexandria mà ở đó Maggie - người trợ lý của bà cũng sẽ đóng một vai trò nhất định. Deanna hy vọng đây sẽ là một cộng đồng với đầy đủ nền công nghiệp, thương nghiệp và dân chủ.
Rick, Michonne, Maggie và Deanna đi dọc bức tường của cộng đồng. Rick đưa ra quan điểm của mình rằng cần phải có một nhóm những người đi tuần liên tục quanh bức tường để ngăn chặn sự xâm nhập từ những kẻ khác từ bên ngoài. Sasha đi đến và nói rằng cô muốn được trở thành người đứng gác tại tháp đồng hồ. Rick tỏ vẻ bất ngờ khi biết rằng chưa từng có ai thực sự làm nhiệm vụ canh gác phía trên tháp đồng hồ đó. Anh lập tức yêu cầu Deanna phải cử ngay một người lên trên tháp và nắm vai trò đó, cần phải có nhiều người thay phiên nhau làm nhiệm vụ 24/7. Deanna quyết định rằng bà sẽ để ca trực đầu tiên cho con trai cả của mình - Spencer nhưng sẽ cân nhắc để Sasha trở thành người canh gác chính. Đổi lại, Sasha phải tham dự bữa tiệc chào mừng dành cho những người mới đến (nhóm Rick) tại nhà của bà tối hôm đó.
Lát sau, Carol nói với Rick rằng cô sẽ lẻn vào kho vũ khí tối nay trong lúc mọi người đang dự bữa tiệc của Deanna. Rick muốn đi cùng Carol nhưng cô cho rằng mọi người sẽ nhận ra nếu Rick vắng mặt.
Daryl và Aaron vẫn đang tiếp tục đi và nhìn thấy một con ngựa mà từ lâu Aaron vẫn cố muốn bắt về. Khi Daryl cầm theo dây lại gần định thuần hóa nó, một vài xác sống xuất hiện, khiến con ngựa giật mình và bỏ chạy.
Olivia dẫn Carol vào căn phòng chung để nhu yếu phẩm và vũ khí và nói rằng Carol có thể lấy một ít chocolate để làm bánh quy. Carol liền lặng lẽ mở chốt cửa sổ của căn phòng đó ra. Có hai người đàn ông bước vào để lấy súng, một người tự giới thiệu với Carol rằng tên anh ta là Tobin, và anh ta sẽ rất sẵn lòng giúp Carol tập bắn súng. Carol tiếp tục giả vờ rằng mình là một người phụ nữ yếu đuối, cô mỉm cười và nói lời đồng ý.
Tiếp tục đuổi theo con ngựa kia, Aaron vừa đi vừa bày tỏ sự đồng cảm với Daryl rằng anh biết cảm giác của Daryl khi thấy mình bị cô lập bên trong cộng đồng. Aaron nói rằng anh và Eric cũng bị mọi người tỏ thái độ lạnh nhạt chỉ vì giới tính của họ. Tuy nhiên, Aaron nói rằng thái độ của họ sớm muộn cũng thay đổi một khi Daryl đến gần và tiếp xúc với họ nhiều hơn, để họ hiểu rõ con người anh. Aaron khuyên Daryl nên đến tham dự bữa tiệc tại nhà của Deanna. Cả hai người họ cuối cùng cũng tìm thấy được con ngựa kia một lần nữa, tuy nhiên nó đã bị hàng loạt các xác sống vây quanh và xé xác. Họ cùng giết những xác sống đó rồi bắn vào đầu con ngựa để kết thúc nỗi đau của nó.
Tại bữa tiệc, Deanna giới thiệu cho Rick gặp chồng bà - Reg Monroe, người mà trước đó bà đã kể là một vị kiến trúc sư tài giỏi, chính ông đã góp phần tạo nên bức tường bao quanh cộng đồng Alexandria. Reg cũng dành cho Rick những lời khen ngợi vì anh đã dẫn dắt nhóm của mình và giúp họ sống được đến tận bây giờ.
Noah có vẻ lạc lõng giữa bữa tiệc cho đến khi Glenn và Maggie đến gần cậu và trò chuyện. Khi Noah định bỏ ra ngoài, họ đã chặn cậu lại và nói rằng giờ đây cậu đã trở thành một phần của gia đình họ, cậu không nên tự tách mình như vậy.
Bên ngoài, Daryl đi đến bữa tiệc của Deanna theo lời khuyên của Aaron trước đó nhưng cuối cùng đã đổi ý và bỏ về. Trên đường về, Daryl đi qua nhà Aaron và được mời vào trong dùng bữa tối cùng anh ta và Eric Raleigh.
Vẫn tại bữa tiệc, Jessie đi đến và giới thiệu cho Rick chồng của mình - Pete. Hai người họ trò chuyện một lúc trước khi Pete bỏ đi để rót thêm rượu vào cốc của mình. Jessie và Rick liền nói chuyện về cuộc sống bình thường trước đây và những gì họ đang thấy bây giờ. Cách đó không xa, Carl đang trò chuyện vui vẻ với Ron và Mikey.
Sam, cậu bé con trai út của Jessie liền đi đến và hỏi mẹ về việc bánh quy đã hết cả. Rick liền bắt chuyện với cậu bé và nói rằng anh có thể bảo người làm bánh quy (Carol) làm thật nhiều cho riêng Sam nếu cậu bé muốn. Sam liền đóng một con dấu hình chữ "A" lên tay Rick và nói rằng giờ anh đã là một thành viên chính thức của "gia đình Alexandria". Sam liền bỏ chạy đi chơi khi được anh trai mình gọi.
Sasha đi đến bữa tiệc và người mở cửa đón cô là Spencer - con trai cả của Deanna và Reg. Anh ta cố bắt chuyện thân mật với Sasha nhưng bị cô lạnh nhạt từ chối và bỏ đi.
Trong khi đó, Daryl đang dùng bữa tối cùng Aaron và Eric. Eric nói về công việc sắp tới của Daryl tại Alexandria nhưng liền dừng lại khi biết được rằng Aaron vẫn chưa nói cho Daryl biết điều này. Aaron liền đưa Đaryl và gara xe tại nhà anh - nơi có những bộ phận của một chiếc mô-tô chưa được lắp ráp hoàn chỉnh. Aaron nói rằng Daryl sẽ cần đến một chiếc xe để cùng làm nhiệm vụ đi chiêu mộ thành viên cho cộng đồng cùng với anh. Lý do mà Aaron chọn Daryl là bởi vì "anh biết phân biệt giữa đâu là người tốt và đâu là người xấu". Daryl liền chấp nhận công việc này.
Abraham sau một vài cốc bia liền bước ra sân sau nhà Deanna và trò chuyện cùng Michonne về thanh kiếm của cô. "Hãy cầu nguyện với Chúa rằng cô sẽ không phải dùng nó lần nữa, cầu với Chúa rằng côsẽ không phải quen với việc sử dụng nó nữa" - anh nói.
Carol lặng lẽ rời khỏi bữa tiệc và lẻn vào trong kho vũ khí để lấy súng mà không hay biết rằng Sam đã lén đi theo cô. Khi nhìn thấy Sam, Carol hỏi về lý do cậu bé đi theo mình thì được trả lời rằng cậu bé muốn cô làm thêm nhiều bánh quy nữa. Carol liền đồng ý và nói rằng cô sẽ làm thật nhiều cho riêng Sam nếu cậu bé hứa không nói cho ai biết chuyện này. Khi Sam nói rằng muốn kể cho mẹ mình biết, Carol đã phải đe dọa rằng nếu cậu bé nói ra nửa lời, cô sẽ bắt cóc cậu đi thật xa và để mặc cậu cho xác sống ăn thịt. Sam tỏ vẻ sợ hãi và đành gật đầu vâng lời.
Quay trở lại bữa tiệc, Jessie đang bế Judith. Khi cô trả lại em bé cho Rick bế, Rick liền thơm lên má cô. Jessie mỉm cười ngượng ngùng và rời khỏi.
Khi Sasha được Deanna dắt đến để thử giao lưu cùng những người phụ nữ khác tại Alexandria, cô bất chợt hồi tưởng lại cái chết của Beth và Tyreese. Khi một người phụ nữ nói với Sasha rằng cô thường hay nấu những bữa ăn tặng cho những người mới đến, và cô ta rất lo rằng mình sẽ nấu phải món mà Sasha không thích. Sasha bất chượt nổi cáu và to tiếng: "Đây là điều mà cô lo lắng sao?". Khi bình tĩnh trở lại và thấy mọi người xung quanh đang nhìn mình, Sasha vội vàng bỏ đi khỏi bữa tiệc.
Sáng ngày hôm sau, trước khi Sasha ra khỏi Alexandria để đi canh gác, Deanna đến đưa cho cô hộp đạn. Khi Sasha nói rằng những gì bên trong cộng đồng này không hề thực tế. Deanna liền đáp lại rằng những lời của Sasha thật nhảm nhí trước khi mở cửa cho cô rời khỏi.
Trong rừng, Carol đưa cho Daryl một khẩu súng trong số những khẩu cô đã lấy. Daryl liền đắn đo và tự hỏi rằng liệu thực sự họ có cần phải có súng không sau tất cả mọi chuyện. Cuối cùng anh quyết định sẽ không lấy khẩu nào. Rick liền cầm lấy một khẩu từ Carol và dắt vào thắt lưng của anh.
Trong khi đó tại nhà, Michonne chính thức đặt thanh kiếm của mình lên phía trên lò sưởi và cho rằng sẽ không bao giờ dùng đến nó nữa.
Rick cùng Carol và Daryl quay vào bên trong Alexandria. Rick đi dọc con đường và nhìn thấy vợ chồng Pete và Jessie đang đi cùng nhau. Jessie mỉm cười với Rick và giơ bàn tay có dính con dấu "A" của cô lên. Rick cũng mỉm cười và đáp lại bằng con dấu trên tay anh. Khi nhìn họ rời khỏi, Rick liền trừng trừng nhìn Pete và đặt tay lên khẩu súng trong thắt lưng của anh.
Lát sau, Rick tiếp tục đi và nghe thấy tiếng của một con walker ở bên ngoài bức tường. Anh đi đến đặt bàn tay của mình lên tường và nhìn vào chữ "A". Trong khi con walker bên ngoài càng đập mạnh vào bức tường, Rick lại càng tỏ ra bình thản.

## Diễn viên

### Diễn viên chính
- Andrew Lincoln vai Rick Grimes
- Norman Reedus vai Daryl Dixon
- Steven Yeun vai Glenn Rhee
- Lauren Cohan vai Maggie Greene
- Chandler Riggs vai Carl Grimes
- Danai Gurira vai Michonne
- Melissa McBride vai Carol Peletier
- Michael Cudlitz vai Abraham Ford
- Emily Kinney vai Beth Greene
- Chad Coleman vai Tyreese Williams
- Sonequa Martin-Green vai Sasha Williams
- Josh McDermitt vai Eugene Porter*
- Christian Serratos vai Rosita Espinosa
- Alanna Masterson vai Tara Chambler*
- Seth Gilliam vai Gabriel Stokes*

### Diễn viên định kỳ
- Tovah Feldshuh vai Deanna Monroe
- Tyler James Williams vai Noah
- Alexandra Breckenridge vai Jessie Anderson
- Ross Marquand vai Aaron
- Austin Nichols vai Spencer Monroe
- Daniel Bonjour vai Aiden Monroe*
- Jason Douglas vai Tobin
- Austin Abrams vai Ron Anderson

*Không xuất hiện trong tập này

### Các diễn viên phụ khác
- Corey Brill vai Pete Anderson
- Steve Coulter vai Reg Monroe
- Jordan Woods-Robinson vai Eric Raleigh
- Ann Mahoney vai Olivia
- Elijah Marcano vai Mikey
- Katelyn Nacon vai Enid
- Major Dodson vai Sam Anderson
- Susie Spear vai Shelly Neudermeyer
- Michael Traynor vai Nicholas*
- David Marshall Silverman vai Kent
- Tiffany Morgan vai Erin
- Mandi Christine Kerr vai Barbara
- Kiley & Jaelyn Behun vai Judith Grimes
- Curtis Jackson vai Bob Miller
- Helen Jackson vai Natalie Miller
- Maia Moss-Fife vai Cư dân Alexandria
*Không xuất hiện trong tập này

## Cái chết trong tập
- Buttons

## Đánh giá
"Forget" nhận được phản hồi tích cực từ giới phê bình. Matt Fowler từ trang IGN cho tập phim điểm 8.6 trên 10 và dành lời khen cho các phân cảnh của Carol và Sasha trong tập. Anh cho rằng những cảnh đó rất đáng nhớ và kết luận: "Mặc dù chưa có mối đe dọa chực chờ nào ở thời điểm hiện tại, những gì diễn ra bên trong Alexandria vẫn đủ hấp dẫn người xem".
Trong bài đánh giá trên trang The Wall Street Journal, Paul Vigna nhận định rằng tập phim "mang đến những cảm xúc phi thường, tinh tế, những gì đáng để thưởng thức, một cách dẫn chuyện không quá dông dài nhưng vẫn lôi cuốn, từ cảnh nhóm của Rick học cách hòa nhập tại bữa tiệc cho tới cảnh Daryl và Aaron cùng nhau đi săn". Paul cũng khen ngợi khả năng diễn xuất của Melissa McBride & Sonequa Martin-Green và coi những gì đang diễn ra bên trong nội tâm Sasha là "một câu chuyện buồn".
Trên trang Rotten Tomatoes, có 96% trong số 25 bài đánh giá tập "Forget" mang tính tích cực.

## Bên lề
- Lần đầu tiên xuất hiện của: Erin, Tobin, Reg Monroe, Spencer Monroe, Shelly Neudermeyer, Barbara, Kent.
- Chương trình Talking Dead tiết lộ rằng tên của 5 tập phim cuối của Phần 5 đều là các từ nằm trong một câu chuyện được Dale Horvath kể với nhóm Atlanta trong tập "Vatos" (Phần 1). Nguyên văn tiếng Anh: “I like what the father said to the son when he gave him a watch that had been handed down through generations. He said: "I give you a mausoleum of all hope and desire which will fit your individual needs, no better than it did mine and my father before me. I give it to you not that you may remember time, but that you may forget it. For a moment, now and then, and not spend all of your breath trying to conquer it." (Tạm dịch: "Tôi thích điều mà người cha ấy nói với con trai mình khi anh ta đặt vào tay thằng bé một chiếc đồng hồ đã được truyền qua nhiều thế hệ. Người cha nói: 'Cha tặng con một di vật tượng trưng cho tất cả những hy vọng và khát khao phù hợp với nhu cầu của riêng con, cũng như đối với cha và ông nội con trước đây. Cha tặng nó cho con không phải để con có thể ghi nhớ thời gian, mà là để đôi lúc con hãy quên đi nó. Để mà đôi khi, dù chỉ trong thoáng chốc, con không phải tiêu tốn hơi sức mà cố gắng chế ngự thời gian").
  - Tên của tập phim này - "Forget" ngụ ý cho việc các thành viên trong nhóm Rick đắn đo về việc có nên "quên đi" khoảng thời gian mà họ từng phải trải qua bên ngoài trước khi gia nhập Alexandria hay không.
- Những bức ảnh của một gia đình bị Sasha bắn ở đầu tập phim chính là hình của các thành viên trong đoàn làm phim.
- Cảnh mà Michonne từ bỏ thanh katana của mình và cảnh bữa tiệc chào mừng nhóm Rick gia nhập cộng đồng được trích ra từ Chương 72 trong truyện.
- Cảnh Michonne to tiếng với Barbara trong truyện được thay bằng Sasha và một người phụ nữ không tên tại Alexandria.
- Bài hát cuối tập phim là "Spick and Specks" của Bee Gees.
- Một trong số những xác sống ăn thịt chú ngựa Buttons được thủ vai bởi một người huấn luyện ngựa.
- Gần cuối tập phim khi Rick gặp Pete và Jessie trên đường, ở đằng sau anh có thể nhìn thấy một tấm biển ghi "Morgan". Đây là một con đường có thật nằm tại Senoia, bang Georgia, địa điểm mà đoàn làm phim xây dựng phim trường cho Alexandria.

## Lỗi phim
- Khi Daryl và Aaron cố bắt Buttons thêm một lần nữa, Aaron đã được Daryl cứu mạng khỏi một vài xác sống. Lát sau, Daryl nhặt con dao của mình bằng tay trái và chiếc nỏ bằng tay phải. Tuy nhiên khi nhảy sang cảnh tiếp theo khi anh chạy về phía con ngựa, hai tay cầm dao và nỏ đã hoán đổi vị trí cho nhau.